# Tchouvaches
Les Tchouvaches sont un peuple turcophone, originaire d'une région allant de la Volga à la Sibérie. Aujourd'hui, ils vivent surtout en Tchouvachie, république autonome au sein de la Fédération russe.

## Étymologie
Sur l'origine étymologique du mot Tchouvache, deux théories s'opposent. La première suppose que le mot est une adaptation shaz-turc du lir-turc Suva. La seconde suppose que le mot dérive du turc commun jăvaš (amical), opposés aux şarmăs (belliqueux).

## Origine
Il existe deux théories sur l'origine des Tchouvaches. La première estime qu'ils descendent à la fois des Suars et des tribus Sabires du Khanat bulgare de la Volga mélangée avec les Maris et les populations ouraliennes du bassin de la Volga. L'autre estime que les Tchouvaches descendent des Bulgares de la Volga, fusionnés avec les Scythes, et les Maris.

## Sous groupes
- Virial ou Touri (вирьял, тури : supérieur)
- Anatri (en tchouvache : анатри ; inférieur), qui peut lui-même être divisé entre:
  - Anat jenci (анат енчи ; mi-bas)
  - Hirti (хирти ; steppe).

## Culture

### Histoire
- Histoire de la Tchouvachie (en)

Les ancêtres turcs des Tchouvaches proviendraient du centre de la Sibérie où ils vivaient dans le bassin de l'Irtych entre les Monts Tian et l'Altaï à la fin du IIIe millénaire av. J.-C. Au début du Ier siècle apr. J.-C., ils se déplacèrent vers l'ouest à travers le Jetyssou et les steppes du Kazakhstan actuel, pour atteindre le nord du Caucase aux IIe – IIIe siècle apr. J.-C. Ils y établirent plusieurs groupes (Grande Bulgarie sur la mer Noire et duché de Suvar dans l'actuel Daghestan) et entrèrent en contact avec différents peuples de langue iranienne.

Répartition géographique de la langue tchouvache dans l'Empire russe selon le recensement de 1897.

La nationalité tchouvache prend son origine dans la Grande Bulgarie, une entité politique qui existait au VIIe siècle dans le Caucase du Nord, dans le bassin de la rivière Kouban et dans les steppes de la région de la mer Noire. Après la mort du fondateur de l'État, le khan Kubrat, les Bulgares se sont divisés en plusieurs groupes ; deux d'entre eux ont laissé une empreinte particulière dans l'histoire linguistique de l'Europe.
Le royaume de Grande Bulgarie s'effondra au milieu du VIIe siècle à cause des invasions khazars. Une branche des Bulgares s'est installée sur le Danube et y a créé le Premier Empire bulgare. L'autre s'est dirigée vers le nord et a atteint le territoire de la Volga-Kama. Au Xe siècle, un État indépendant des Bulgares de la Volga est apparu ici. Leur langue a été la source d'emprunts commerciaux dans de nombreuses langues d'Europe de l'Est, y compris le vieux russe. En 1236, la Bulgarie de la Volga est tombée sous la pression des troupes mongoles, et peu de temps après, la langue volga-bulgare a presque disparu. Une partie importante de la population volga-bulgare a été détruite au cours des guerres et d'autres catastrophes des XIIIe – XIVe siècles, tandis que l'autre partie est passée à la langue turque kiptchak des migrants arrivés. Cependant, de petits groupes de Bulgares ont survécu dans les terres forestières de la Volga-Kama, où ils ont interagi étroitement avec la population finno-ougrienne locale. Ce sont ces groupes qui sont bientôt devenus connus sous le nom de « tchouvaches ».
Après la Horde d'or, les Tchouvaches faisaient partie du khanat de Kazan. Au XVe siècle, les Tchouvaches ont prêté serment à Ivan IV. Pendant la colonisation du territoire, des villes forteresses ont été construites sur le territoire de la Tchouvachie moderne : Choubachkar, Alatyr, Cherpu, Eterne sur le site de villages existants. Aux XVIe et XVIIe siècles, il y a eu toute une série de soulèvements populaires les plus importants, auxquels les Tchouvaches ont participé : en 1571-1573, 1634 ; les Tchouvaches se sont également rebellés pendant les guerres paysannes sous la direction de Razine en 1670-1671 et de Pougatchev en 1774.
En 1795, sur les 352 000 Tchouvaches en Russie, 234 000 (soit 66,5 %) vivaient sur le territoire de la future Tchouvachie, et 118 000 personnes vivaient en dehors de ses frontières.

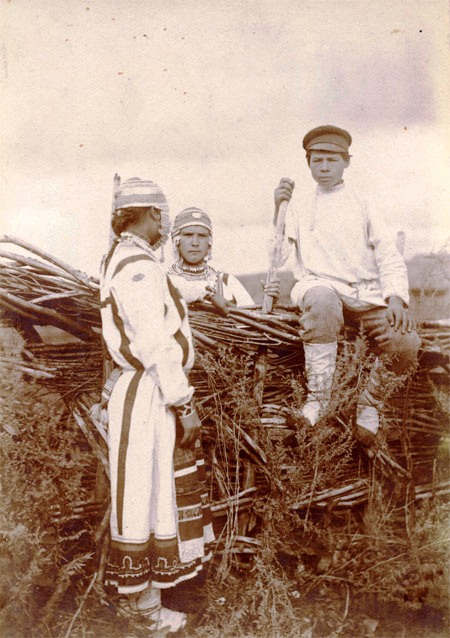
Un groupe d'enfants tchouvaches.

À la fin du XIXe siècle et au début du XXe siècle, les idées socialistes démocratiques ont commencé à pénétrer les masses populaires. Les troubles révolutionnaires de 1905-1907 et la décennie suivante ont été marqués par des soulèvements de travailleurs et de paysans contre l'autocratie, l'abolition des redevances et des taxes indirectes, contre la mise en œuvre de la réforme agraire de Stolypine. Le mouvement pour l'essor national a commencé à émerger, la conscience nationale du peuple s'est renforcée. La première gazette tchouvache « Hypar » (Хыпар (Khypare)) publiée entre 1906 et 1907 a contribué à cela.

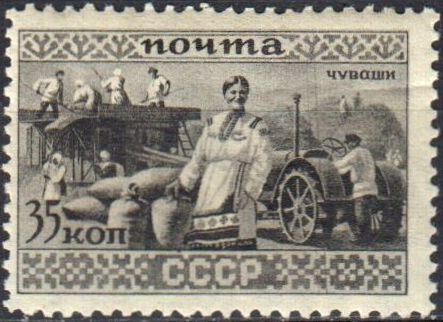
Les Tchouvaches sur un timbre-poste de l'URSS, en 1933

Le 24 juin 1920, le Comité exécutif central panrusse et le Conseil des commissaires du peuple de la RSFSR ont adopté un décret sur la création de la région autonome tchouvache au sein de la RSFSR, avec pour centre la ville de Tcheboksary.

### Langues

Carte des dialectes de la langue tchouvache

Les langues utilisées par les tchouvaches sont le tchouvache et le russe. La plupart parlent tatar.
Le tchouvache comporte trois dialectes distincts : le dialecte supérieur (cv. вирьял, тури), le dialecte inférieur (cv. анатри) et le moyen (ou dialecte mixte, transitionnel). Chacun de ces dialectes possède ses propres caractéristiques spécifiques, qui permettent de les subdiviser en unités dialectales plus petites - les parlers, qui à leur tour sont divisés en sous-parlers. Le découpage dialectal du tchouvache est le suivant :  
1. Dans le dialecte supérieur, on trouve les parlers suivants : 
  - senderien (usité à proximité du bassin versant de la rivière Sender (cv. Сӗнтӗр)) ;
  - mourgache-iadrinien (usité à proximité des villes Mourgache (cv. Муркаш) et Eterne (cv. Етӗрне)) ;
  - herletchoutaïen (usité à proximité du village Herle Tchoutaï (cv. Хĕрлĕ Чутай)) ;
  - choubachkarien (usité à proximité de la ville Choubachkar (cv. Шупашкар)) ;
  - nouras-elecien (usité à proximité des villages Nouras (cv. Нурăс) et Elec (cv. Элĕк)) ;
2. Dans la zone du dialecte moyen : 
  - kechenne-chavalien (usité à proximité du bassin versant de la rivière Kechenne Chaval (cv. Кĕçĕн Çавал)) ;
  - vormarien (usité à proximité de la ville Vormar (cv. Вăрмар)) ;
  - cherpue-senderien (usité à proximité des villes Sendervorri (Mariinski Possad) (cv. Сӗнтӗрвăрри) et Cherpue (cv. Ҫӗрпӳ)) ;
3. Le dialecte inférieur.

En général, les différences dialectiques de la langue tchouvache ne se sont pas éloignées les unes des autres, ce qui permet une communication libre entre les locuteurs de différents dialectes. Certains chercheurs estiment que le tchouvache n'est pas une langue turque. Ils suggèrent que le hunniques avait des liens étroits avec le bulgare et le tchouvache moderne, et désignent cet ensemble oghour étendu comme des langues hunno-bulgares séparées ou des langues hunniques,,.

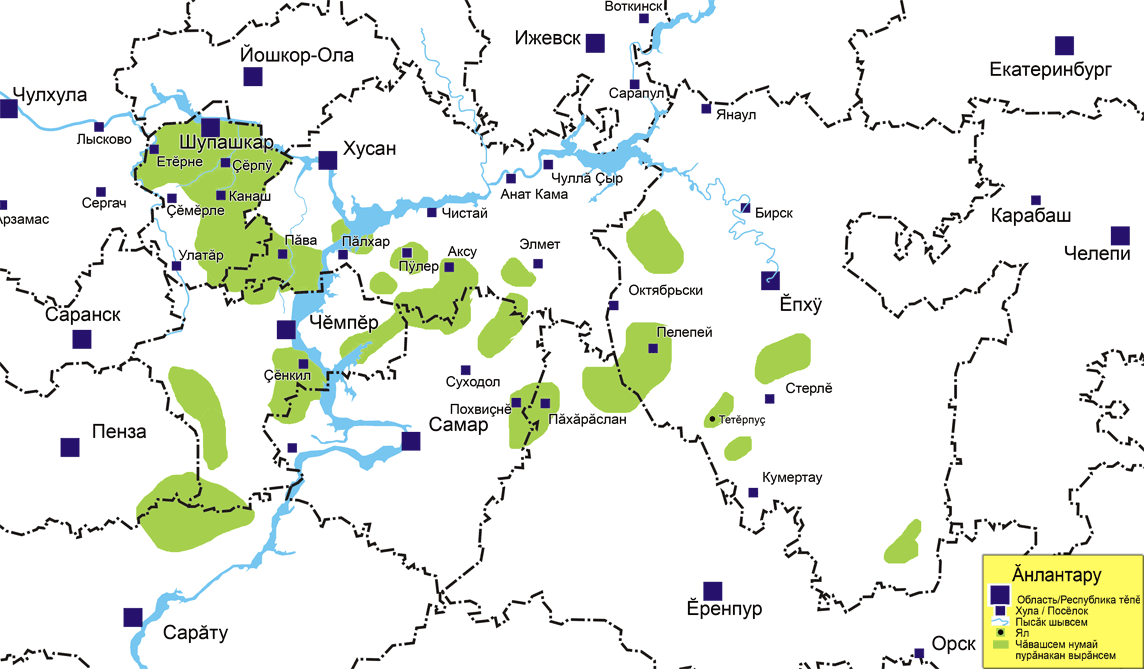
Carte en tchouvache de la répartition des Tchouvaches dans le District fédéral de la Volga

#### En Russie
La langue tchouvache est l'une des langues minoritaires les plus parlées en Russie. Selon le recensement de 2020, le tchouvache est parlé par 700 222 personnes, ce qui en fait la septième langue la plus parlée en Russie, après l'anglais, le tatar, le tchétchène, le bachkir et l'allemand. 619 902 personnes l'utilisent dans la vie quotidienne.

### Religion

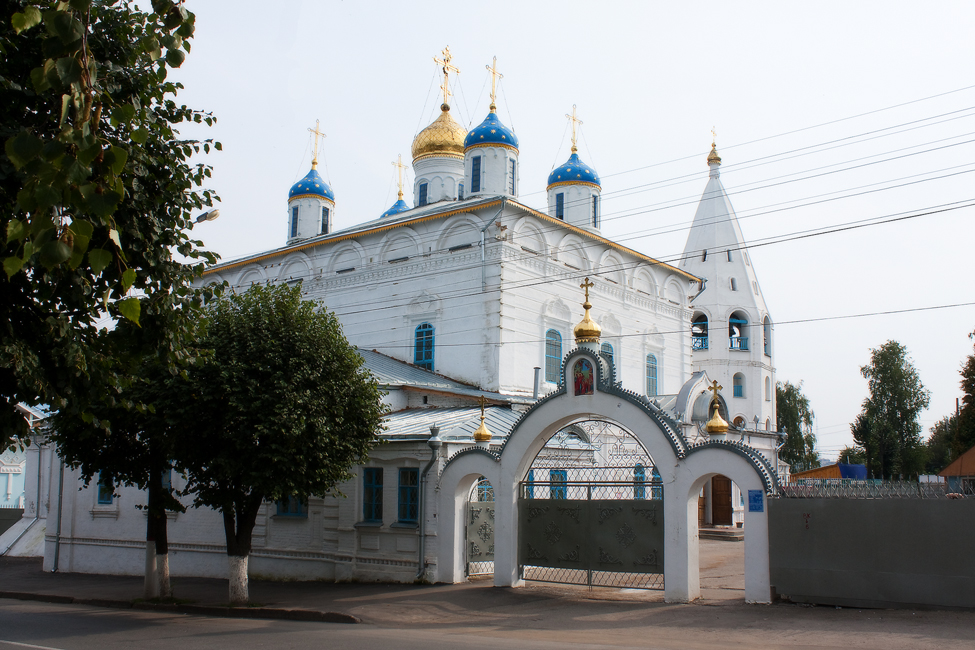
Cathédrale de la Présentation à Choubachkar

Les Tchouvaches ont pris grand soin de préserver leurs croyances. Leur Dieu est Toura. Pour se préserver du christianisme orthodoxe et de l'islam, ils se sont séparés des autres groupes ethniques environnants en pratiquant notamment l'endogamie pendant plusieurs siècles.
Aujourd'hui, ils sont chrétiens orthodoxes mais conservent certaines traditions païennes dans leurs pratiques culturelles. La Mythologie tchouvache (it) contient de nombreuses divinités et esprits.

## Galerie

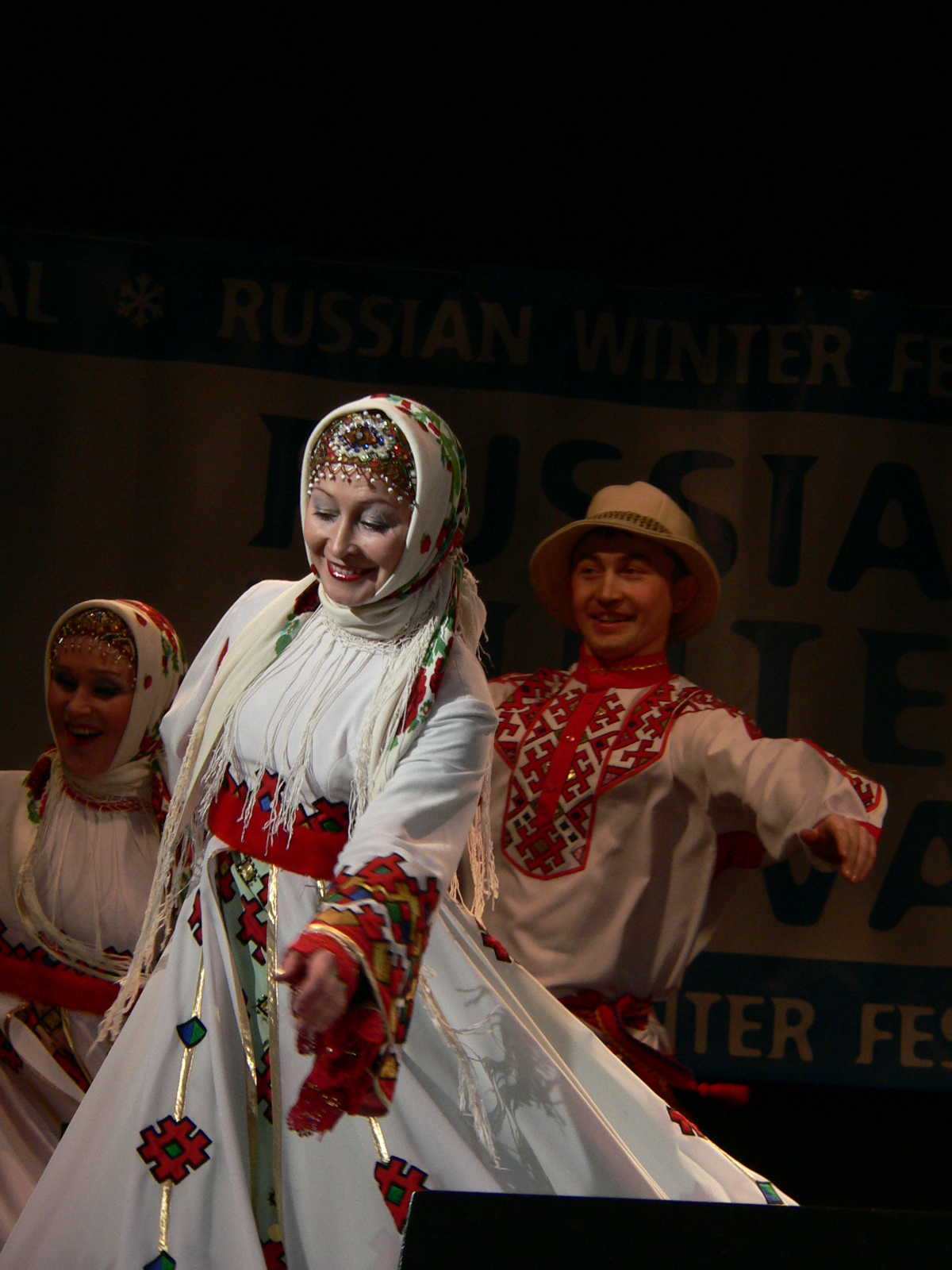
Danseurs tchouvaches.
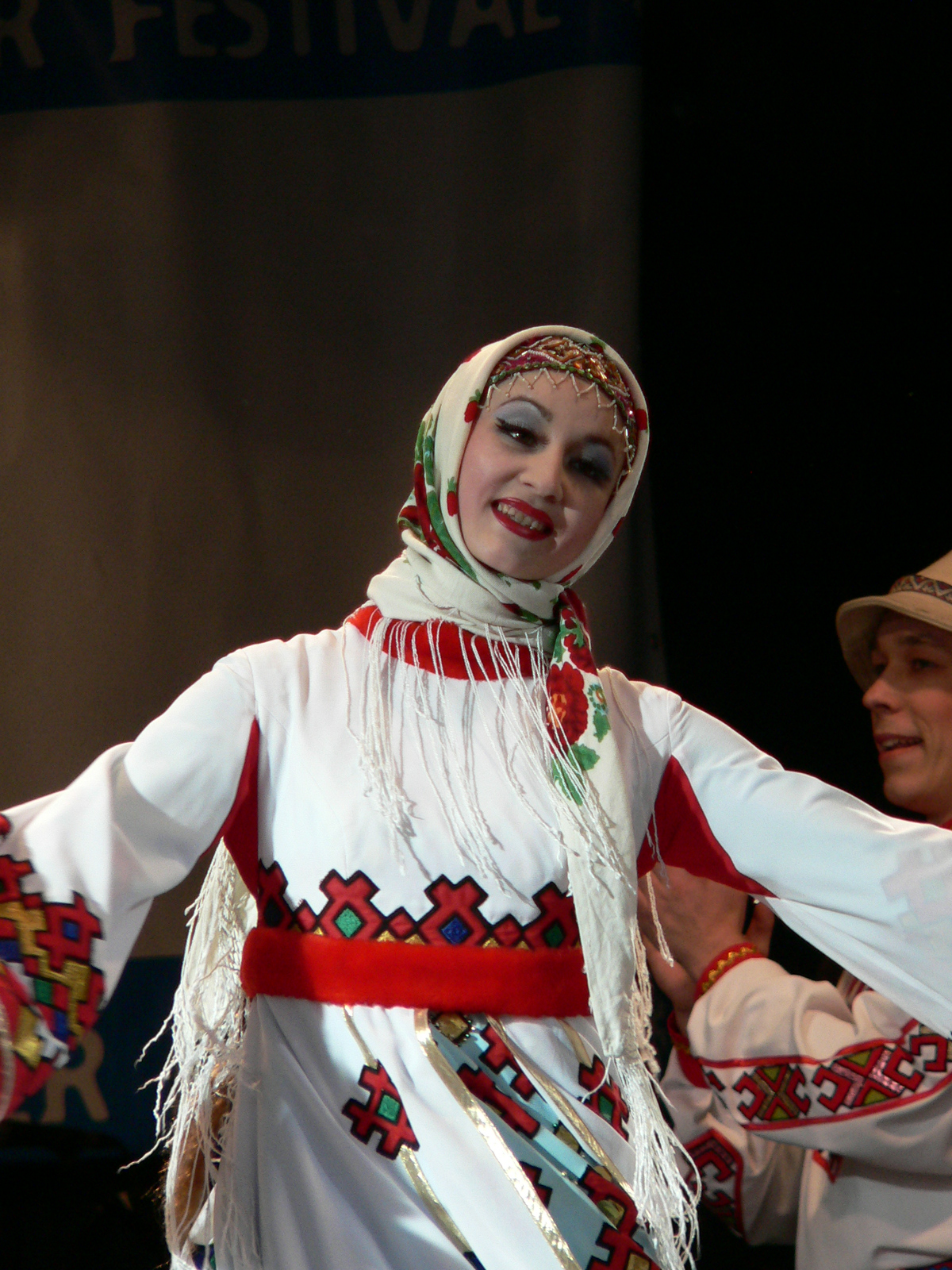
Danseuse Tchouvache.
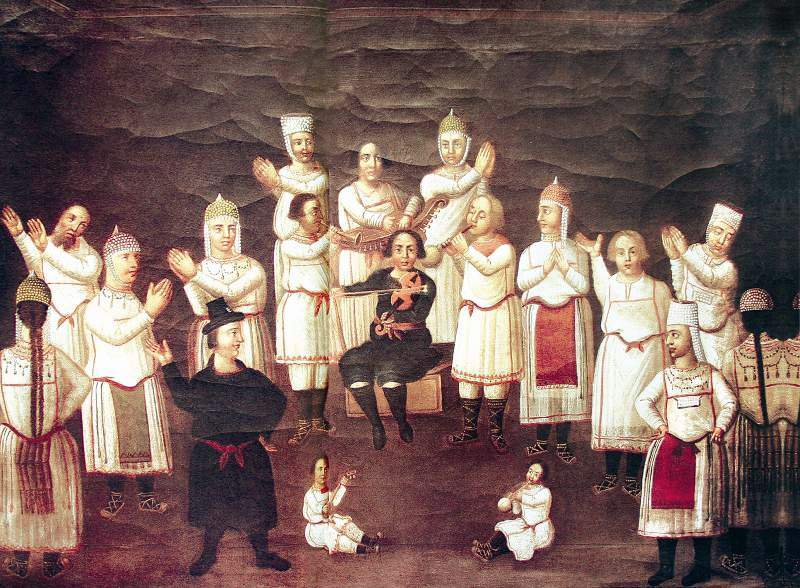
Portrait de Tchouvaches durant un festival.